# مطار فنوكوفو الدولي
مطار فنوكوفو الدولي (الروسية: Международный аэропорт Внуково، ‎ru‏)(إياتا: VKO، إيكاو: UUWW)، هو مطار دولي ذو مدرجي هبوط يقع على بعد 28 كيلوميتر (17 ميل) جنوب غرب مركز موسكو، روسيا، وهو واحد من المطارات الثلاثة الرئيسية التي تخدم موسكو. بالإضافة إلى مطار دوموديدوفو الدولي ومطار شيريميتييفو الدولي. 

## شركات الطيران والوجهات
| شركـات طيـران               | الوجهات |
| --------------------------- | --- |
| Aero Nomad Airlines         | مطار مناس الدولي، Osh |
| Air Dilijans ‏               | مطار يريفان الدولي |
| الخطوط الجوية الأذربيجانية  | مطار حيدر علييف الدولي |
| Azimuth                     | Elista، مطار غروزني الدولي، Krasnodar، Omsk، Pskov، Rostov-on-Don، مطار بولكوفو، مطار تبليسي الدولي |
| Azur Air                    | موسمي: Cancún، La Romana ‏، مطار كام رانه الدولي، مطار سانيا فينيكس الدولية، Varadero موسمي عارض: مطار أبو ظبي الدولي، مطار أكادير المسيرة الدولي، مطار أنطاليا، مطار ميلاس بودروم، مطار باندارنيك الدولي، مطار دالامان، مطار جربة جرجيس الدولي، مطار دبي الدولي، مطار النفيضة الحمامات الدولي، مطار غازي باشا، مطار غوا الدولي، مطار يو تاباو الدولي، Phuket، مطار فو كوك الدولي، مطار تاييوان وسو الدولي، مطار شرم الشيخ الدولي، مطار عبيد أماني كرومي الدولي |
| طيران بيلافيا               | مطار مينسك الدولي |
| كونفياسا                    | مطار سيمون بوليفار الدولي، مطار خوسيه مارتي الدولي |
| فلاي بغداد                  | مطار بغداد الدولي |
| فلاي دبي                    | مطار دبي الدولي |
| FlyOne                      | مطار يريفان الدولي |
| Gazpromavia                 | Bovanenkovo، Nadym، Novy Urengoy ‏، Noyabrsk، Tyumen، Ufa، Yamburg، مطار كولتسوفو الدولي |
| I-Fly                       | موسمي عارض: مطار أنطاليا، مطار سوفارنابومي الدولي، مطار ميلاس بودروم، مطار تشانغشا هوانغوا الدولي، مطار فوتشو تشانغله الدولي، مطار قوييانغ لونغدونغابو الدولي، مطار هايكو ميلان الدولي، مطار هانغتشو شياوشان الدولي، مطار جينان الدولي، مطار نانتشانغ تشانغبى الدولي، مطار نانجينغ الدولي، مطار نانينغ الدولي، Phuket، مطار بودغوريتسا الدولي، Punta Cana ‏، مطار سانيا فينيكس الدولية، مطار شنيانغ الدولي، مطار شينزين باوان الدولي، مطار بولكوفو، مطار تاييوان وسو الدولي، مطار تيانجين الدولي، مطار ووهان الدولي، مطار شيان شيانيانغ الدولي، مطار تشنغتشو الدولي                                                                  |
| الخطوط الجوية العراقية      | مطار بغداد الدولي |
| ماهان إير                   | مطار الإمام الخميني الدولي |
| Meraj Airlines              | مطار الإمام الخميني الدولي موسمي: مطار تبريز الدولي |
| الطيران الجديد تونس         | موسمي: مطار الحبيب بورقيبة الدولي |
| خطوط بيغاسوس                | مطار صبيحة كوكجن الدولي موسمي: مطار إيسنبوغا الدولي، مطار أنطاليا، مطار ميلاس بودروم، مطار دالامان، مطار غازي باشا، مطار عدنان مندريس |
| Pobeda                      | مطار أنطاليا، Gorno-Altaysk، مطار غيومري شيراك الدولي، مطار إسطنبول الدولي، مطار صبيحة كوكجن الدولي، مطار كالينينغراد، Krasnodar، Kurgan، مطار محج قلعة الدولي، Mineralnye Vody ‏، مطار نوفوسيبيرسك، Perm، Petrozavodsk، مطار بولكوفو، Saransk، Saratov، مطار شرم الشيخ الدولي، مطار سوتشي الدولي، Stavropol، Surgut، Tobolsk، Tomsk، Tyumen، Ufa، Ulan-Ude، Ulyanovsk–Baratayevka، Volgograd، Voronezh، مطار كولتسوفو الدولي موسمي: Anapa، مطار ميلاس بودروم، مطار دالامان، مطار دبي الدولي، مطار غازي باشا |
| روسيه (خطوط جوية)           | مطار بولكوفو |
| RusLine                     | مطار بيلغورود، Bryansk، Elista، Ivanovo، مطار كالينينغراد، Kaluga، Kazan، Kirov، Kursk، Lipetsk، Penza، Saransk، Tambov، Ulyanovsk–Baratayevka، Vorkuta، Voronezh، Yoshkar-Ola موسمي: Saratov |
| SCAT Airlines               | Aktau، Aktobe، مطار آستانا الدولي، Shymkent |
| Shirak Avia                 | مطار يريفان الدولي |
| الخطوط الجوية السورية       | مطار دمشق الدولي |
| الخطوط الجوية التركية       | مطار أنطاليا، مطار إسطنبول الدولي موسمي: مطار ميلاس بودروم، مطار دالامان |
| Utair                       | مطار حيدر علييف الدولي، مطار بخارى الدولي، مطار دوشنبه الدولي، Fergana، مطار غروزني الدولي، مطار كالينينغراد، Kazan، Khanty-Mansiysk، مطار كوغاليم الدولي، Krasnodar، مطار كراسنويارسك الدولي، Kurgan، Magas، مطار محج قلعة الدولي، Mineralnye Vody ‏، مطار مينسك الدولي، مطار مورمانسك ‏، جمهورية نخجوان الذاتية، Naryan-Mar، Noyabrsk، Rostov-on-Don، مطار بولكوفو، مطار كوروموخ الدولي، مطار سمرقند الدولي، مطار سوتشي الدولي، Stavropol، Surgut، Syktyvkar، مطار طشقند الدولي، Tyumen، Ufa، Ukhta، Usinsk، Vladikavkaz، Yakutsk، مطار يريفان الدولي موسمي: Anapa، Beloyarsky، Gelendzhik موسمي عارض: مطار عبيد أماني كرومي الدولي |
| Vologda Aviation Enterprise | مطار فولوغدا |
| Yakutia Airlines            | مطار محج قلعة الدولي، Mineralnye Vody ‏، Neryungri، Novokuznetsk، Pevek، Sabetta، مطار سوتشي الدولي، Yakutsk |
| Yamal Airlines              | Tyumen |

## وصلات خارجية
- الموقع الرسمي لمطار فنوكوفو الدولي (بالإنجليزية) (بالروسية)
- حالة الطقس في مطار فنوكوفو الدولي.
- تاريخ الحوادث لـ (مطار فنوكوفو الدولي) على شبكة سلامة الطيران.